# Tommy Cairns
Tommy Cairns, właśc. Thomas Cairns (ur. 30 października 1892 w Hamilton, zm. 30 listopada 1967 w Larkhall) – szkocki piłkarz występujący na pozycji pomocnika.
W barwach Rangers rozegrał 407 spotkań i zdobył 138 bramek w Scottish Division One. Z zespołem tym ośmiokrotnie sięgnął po mistrzostwo Szkocji (1918, 1920, 1921, 1923, 1924, 1925, 1927).
W reprezentacji Szkocji zadebiutował 26 lutego 1920 w zremisowanym 1:1 meczu British Home Championship z Walią, w którym zdobył bramkę. W latach 1920–1925 rozegrał w drużynie narodowej osiem spotkań.